# Regió de Magallanes i de l'Antàrtica Xilena
La regió de Magallanes i de l'Antàrtica Xilena és una de les 16 regions de Xile, situada a la Patagònia. Limita al nord amb la regió d'Aysén, a l'oest amb l'oceà Pacífic i a l'est amb les províncies de Santa Cruz i Terra del Foc, Antàrtida i Illes de l'Atlàntic Sud (Argentina).
La regió és composta de dues zones. La continental té una superfície de 132.033,5 km² i és on habita gairebé la totalitat de la població. Aquesta zona està separada pel pas de Drake del Territori Xilè Antàrtic, delimitat pels meridians 90° i 53° de longitud oest, el paral·lel 60° S i el pol Sud, que és considerat oficialment el límit meridional de l'Estat xilè.
Amb una superfície d'1.250.257,6 km², el Territori Antàrtic, que coincideix en part amb el que també reclama l'Argentina en terres antàrtiques, és una reclamació que el govern xilè sosté des del 1948 i està subordinada a les disposicions del Tractat Antàrtic, la qual ha quedat suspesa de manera indefinida igual que les reclamacions dels altres estats signants.
La regió compta amb la Reserva de la Biosfera Cabo de Hornos, la més austral del món.

## Enllaços externs

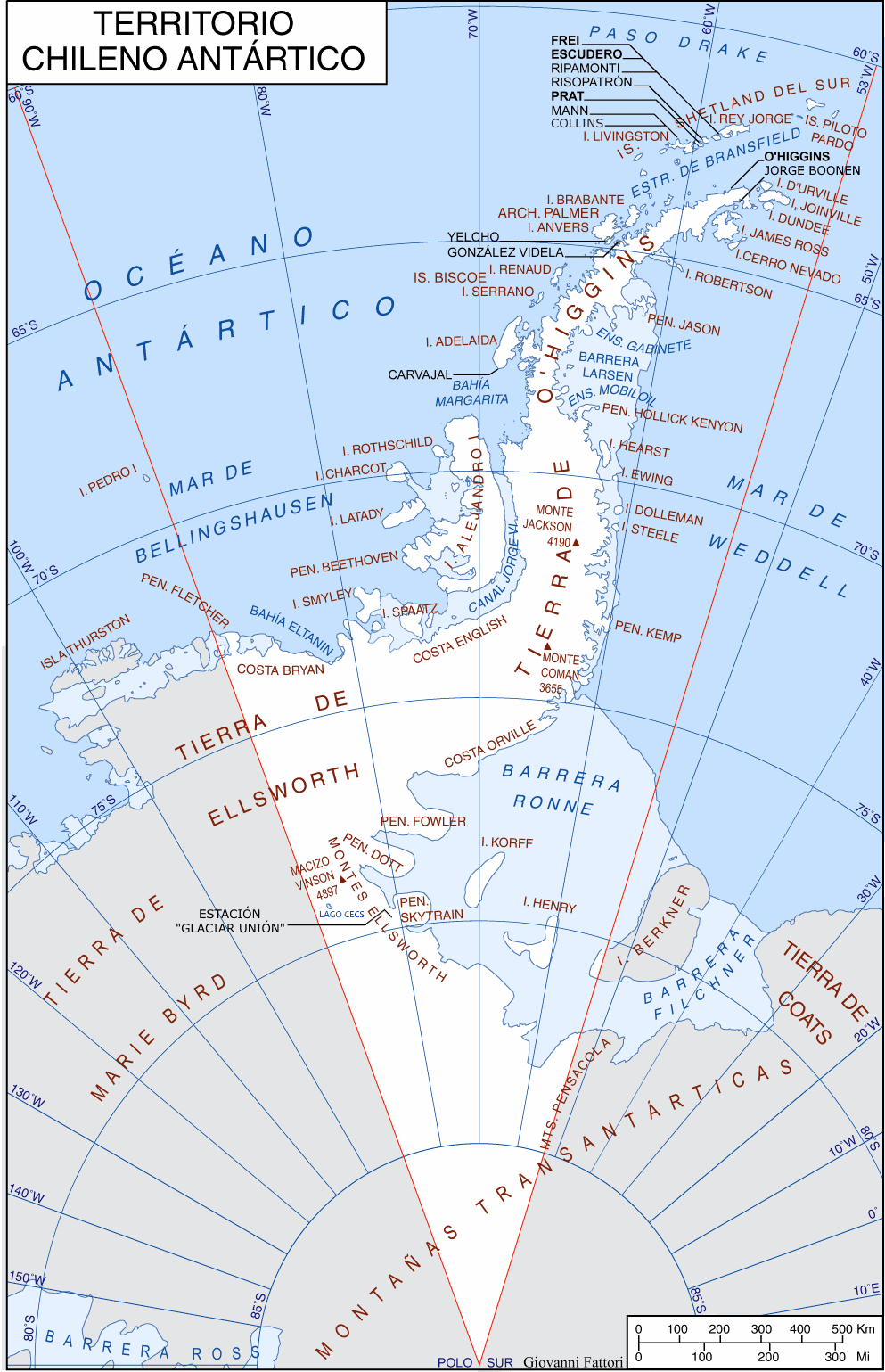
Territori antàrtic reclamat per Xile